# HannStar Display Corporation
HannStar Display Corporation (en chino tradicional, 瀚宇彩晶股份有限公司; pinyin, Hàn yǔ cǎi jīng gǔfèn yǒuxiàn gōngsī) (HannStar) es una compañía Taiwanesa fundada en el año 1998.